# Gerres longirostris
Gerres longirostris är en fiskart som först beskrevs av Lacepède, 1801.  Gerres longirostris ingår i släktet Gerres och familjen Gerreidae. Inga underarter finns listade i Catalogue of Life.